# تغییر اقلیم در ایالات متحده آمریکا

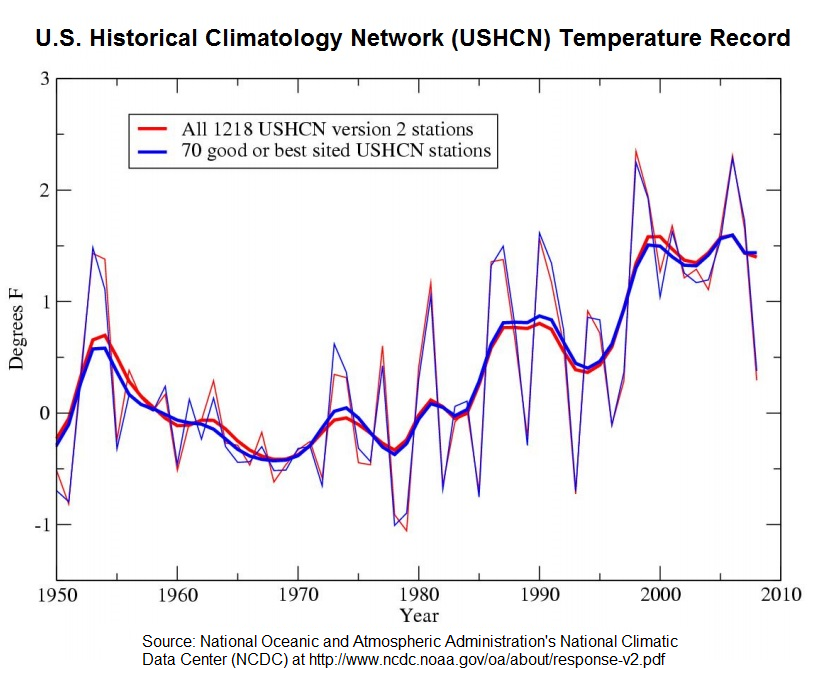
ثبت دمای ایالات متحده از سال ۱۹۵۰ تا ۲۰۰۹، طبق گزارش اداره ملی اقیانوسی و جوی (NOAA)،

گرمایش جهانی یک نگرانی عمده در ایالات متحده و نیز کل جهان است و نتیجتاً این کشور باید کل گازهای گلخانه‌ای را که نسبت سرانه آن نسبتاً بالا است، کاهش دهد. این کشور از سال ۲۰۱۴ پس از چین، دومین کشور جهان در تولید گازهای گلخانه‌ای است.
تغییرات اقلیمی در ایالات متحده به عنوان یک تهدید امنیتی ملی دیده می‌شود.

## تاثیر روی مردم

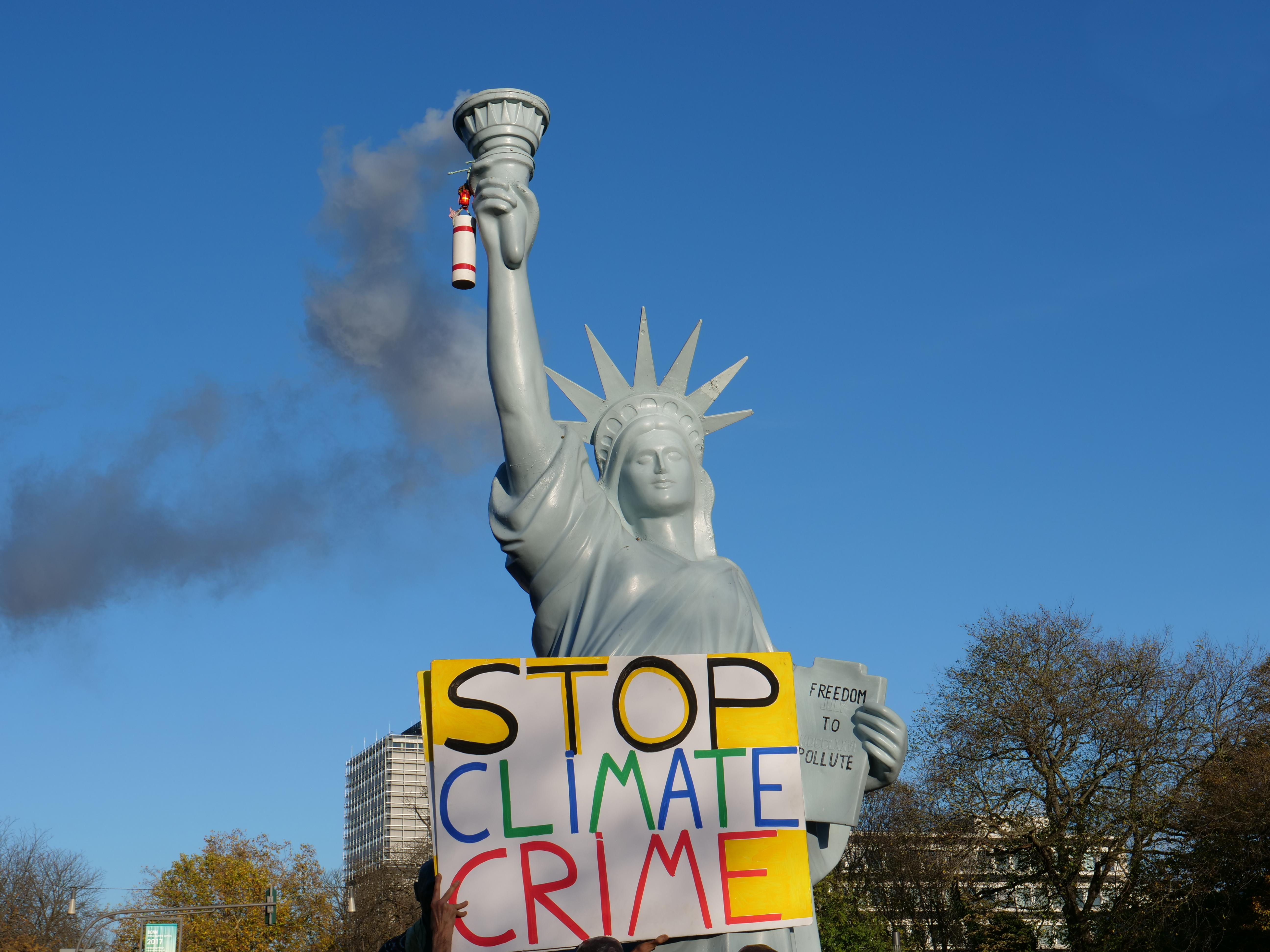
جرم اقلیمی را متوقف کنید.

حداقل ۷۲ درصد از پاسخ دهندگان چینی، آمریکایی و اروپایی در نظرسنجی اقلیمی بانک سرمایه گذاری اروپا در سال ۲۰۲۰-۲۰۲۱ در اظهارات خود گفتند که تغییرات اقلیمی بر زندگی روزمره آنها تأثیر می گذارد.

### تاثیر روی سلامتی انسان
انتظار می‌رود تغییرات آب و هوا تهدیدات فزاینده‌ای روی سلامت انسان داشته باشد. محققان تعیین کرده‌اند که مکان‌های مورد نگرانی عبارتند از «مناطق ساحلی، جزایر، بیابان‌ها در جنوب غربی، مناطق مرزی و قطب شمال ایالات متحده (آلاسکا)». این تاثیرات شامل جراحت و بیماری ناشی از حوادث و همچنین اثرات بعدی تغییرات عمده اقلیمی است. تأثیرات روانی نیز شامل: اختلال و استرس بعد از سوانح، مهاجرت اجباری و از دست دادن دلبستگی‌ها به مسکن و موقعیت جغرافیایی و هویت اجتماعی میباشد. امری که به ظرفیت جامعه برای داشتن کنش و واکنش اجتماعی و توانمندی انعطاف‌پذیری انسان آسیب می‌رساند.